# Haven van Sohar
Haven van Sohar, ook wel bekend onder de naam Sohar Industrial Port, is een nieuwe haven in Oman. Deze heeft een oppervlakte van circa 20 km², en ligt circa 220 kilometer ten noordwesten van de hoofdstad Masqat en ongeveer negen kilometer ten westen van Sohar. Met de aanleg werd een start gemaakt in 1999 en in 2004 kon de eerste lading van schepen worden verwerkt. Het project vergt een investering van ruim 12 miljard dollar. De haven wordt beheerd door de Sohar Industrial Port Company (SIPC SAOC). De haven past in het economisch beleid van Oman om de afhankelijkheid van aardolie en aardgas te verminderen.

## Haven van Rotterdam
In 2002 werd Sohar Industrial Port Company (SIPC) opgericht; een 50-50 joint venture met het Sultanaat van Oman en Havenbedrijf Rotterdam als partners voor de verdere aanleg en beheer van de haven. In 2007 werd het contract gewijzigd, de concessie loopt nu pas in 2042 af en het havenbedrijf werd betrokken bij de ontwikkeling van een Speciale Economische Zone met een omvang van 4.500 hectare. Deze zone ligt iets ten zuiden van de haven.

## Ligging en activiteiten
De haven ligt voor de strategisch belangrijke Straat van Hormuz en centraal tussen de landen aan de Perzische Golf en het Indiaas Subcontinent. Het grootste deel van de beschikbare grond heeft reeds een bestemming gevonden. Er zijn drie belangrijke clusters van activiteiten:
- logistiek; er is een containerterminal met 1.5-1.8 TEU capaciticeit en een kade voor roll-on-roll-offschepen.
- petrochemie; in 2006 werd een raffinaderij opgestart. De huidige capaciteit is 189.000 vaten olie per dag. De ruwe olie wordt aangevoerd via een 266 kilometer lange pijplijn die bij Mina al-Falah begint. Bij de raffinaderij staan ook nog twee andere petrochemische fabrieken en
- metalen; Sohar Aluminium Company heeft een aluminiumsmelter gebouwd met een capaciteit van 350.000 ton op jaarbasis. Gezien de grote behoefte aan elektriciteit bij het productieproces is erbij een nieuwe gascentrale gebouwd met een capaciteit van 1.000 MW. Medio 2008 is de aluminiumproductie opgestart. De aandeelhouders zijn de Oman Oil Company en TAQA (beiden met een belang van 40%) en Rio Tinto Alcan (20%). Het Braziliaanse mijnbouwbedrijf Vale gebruikt de haven als regionaal distributiecentrum voor ijzererts.

## Regionaal distributiecentrum ijzererts
In mei 2008 sloot het Braziliaanse Vale een overeenkomst voor de vestiging van een ertspelletfabriek in de haven met een beoogde investering van USD 1,4 miljard. Verder zal Vale de haven van Sohar gebruiken als distributiecentrum voor ijzererts uit Brazilië voor de regio tussen de oostelijke Middellandse Zee en India. In 2011 werd in de haven een 1,4 kilometer lange steiger geopend voor de over- en opslag van het ijzererts. Bij deze steiger kan de volgende generatie van zeer grote bulkschepen, de Valemax, van 400.000 dwt afmeren. Volgens verwachting zal deze terminal in 2012 volledig in gebruik zijn. Jaarlijks kan er 10 miljoen ton erts worden gelost en ruim 9 miljoen ton pellets worden geladen; verder kan 10 miljoen ton ijzererts, zonder verdere verwerking, worden aan- en afgevoerd. Vanaf maart 2012 zijn de twee pelletsfabrieken, elk met een capaciteit van 4,5 miljoen ton pellets per jaar, volledig in gebruik. In oktober 2012 nam de Oman Oil Company, conform eerdere afspraken, een aandelenbelang van 30% in deze onderneming. De verwachting is dat er omstreeks 2016 op de Vale terminal circa 40 miljoen ton ijzererts en pellets wordt overgeslagen.

## Overslaggegevens
Sinds de opening heeft de haven een spectaculaire groei doorgemaakt. In 2012 werden bijna 2.000 schepen ontvangen en ruim 40 miljoen ton aan vracht verwerkt. Veruit het grootste deel van het ladingaanbod bestaat uit natte en droge bulkgoederen. De sterke stijging van de overslag in 2012 was vooral het gevolg van de nieuwe Vale terminal voor ijzererts. In 2017 werden ruim 3.000 schepen ontvangen met een totaal aan overslag van 58 miljoen ton.
| in 1000 tonnen       | 2007  | 2008   | 2009   | 2010    | 2011    | 2012    | 2013    | 2014    | 2015    | 2016    |
| -------------------- | ----- | ------ | ------ | ------- | ------- | ------- | ------- | ------- | ------- | ------- |
| Droge bulk           | 232   | 785    | 1.869  | 2.831   | 14.681  | 26.115  | 25.651  | 25.640  | 25.622  | 23.438  |
| Natte bulk           | 3.056 | 4.762  | 7.257  | 7.727   | 12.784  | 14.879  | 16.817  | 14.865  | 16.954  | 14.323  |
| Overige goederen     | 928   | 1.340  | 1.547  | 1.614   | 1.489   | 2.942   | 887     | 1.336   | 1.904   | 2.254   |
| Totaal               | 4.216 | 6.887  | 10.673 | 12.172  | 29.134  | 43.936  | 43.083  | 41.841  | 44.482  | 40.016  |
| Containers (in TEU)  | 8.225 | 31.931 | 99.830 | 101.338 | 108.440 | 198.817 | 143.525 | 231.439 | 359.923 | 410.425 |
| Aantal schepen (x 1) | 556   | 780    | 1.013  | 1.110   | 1.487   | 1.926   | 1.964   | 2.022   | 2.545   | -       |